# Имакулада
Имакулада (порт. Imaculada) — муниципалитет в Бразилии, входит в штат Параиба. Составная часть мезорегиона Сертан штата Параиба. Входит в экономико-статистический микрорегион Серра-ду-Тейшейра. Население составляет 11 823 человека на 2006 год. Занимает площадь 399,409 км². Плотность населения — 29,6 чел./км².

## Статистика
- Валовой внутренний продукт на 2003 год составляет 18 848 709,00 реалов (данные: Бразильский институт географии и статистики).
- Валовой внутренний продукт на душу населения на 2003 год составляет 1654,56 реалов (данные: Бразильский институт географии и статистики).
- Индекс развития человеческого потенциала на 2000 год составляет 0,542 (данные: Программа развития ООН).